# Stazione meteorologica di Albenga Villanova
La stazione meteorologica di Albenga Villanova è la stazione meteorologica di riferimento per il Servizio Meteorologico dell'Aeronautica Militare e per l'Organizzazione Mondiale della Meteorologia, relativa alla località di Albenga.

## Caratteristiche
La stazione meteorologica, gestita dall'ENAV, si trova nell'Italia nord-occidentale, in Liguria, in provincia di Savona, nel comune di Villanova d'Albenga, presso l'Aeroporto di Albenga-Riviera Airport, a 49 metri s.l.m. e alle coordinate geografiche 44°02′43.15″N 8°07′33.81″E.

## Medie climatiche ufficiali

### Dati climatologici 1961-1990
In base alla media trentennale di riferimento 1961-1990, ancora in uso per l'Organizzazione meteorologica mondiale e definita Climate Normal, la temperatura media del mese più freddo, gennaio, si attesta a +6,1 °C; quella del mese più caldo, luglio, è di +23,3 °C; si contano, mediamente, 50 giorni di gelo all'anno. Nel medesimo trentennio, la temperatura minima assoluta ha toccato i -12,4 °C nel gennaio 1985 (media delle minime assolute annue di -6,5 °C), mentre la massima assoluta ha fatto registrare i +38,0 °C raggiunti al culmine di onde di calore durante le estati del 2015 e del 2023 (media delle massime assolute annue di +34,2 °C).
La nuvolosità media annua si attesta a 4,1 okta, con minimo di 3,1 okta a luglio e massimo di 4,8 okta a maggio.
Le precipitazioni medie annue, superiori agli 850 mm ma distribuite mediamente in 63 giorni (eventi generalmente di moderata o forte intensità), con minimo relativo in estate e picco in autunno-inverno.
L'umidità relativa media annua si attesta al valore di 76,3 % con minimo di 72 % a marzo e massimi di 79 % ad aprile, maggio e giugno.
| Albenga Villanova (1961-1990) | Mesi         | Mesi        | Mesi        | Mesi        | Mesi        | Mesi        | Mesi        | Mesi        | Mesi        | Mesi        | Mesi        | Mesi        | Stagioni | Stagioni | Stagioni | Stagioni | Anno  |
| Albenga Villanova (1961-1990) | Gen          | Feb         | Mar         | Apr         | Mag         | Giu         | Lug         | Ago         | Set         | Ott         | Nov         | Dic         | Inv      | Pri      | Est      | Aut      | Anno  |
| ----------------------------- | ------------ | ----------- | ----------- | ----------- | ----------- | ----------- | ----------- | ----------- | ----------- | ----------- | ----------- | ----------- | -------- | -------- | -------- | -------- | ----- |
| T. max. media (°C)            | 11,7         | 12,4        | 14,6        | 17,4        | 21,2        | 25,0        | 28,7        | 28,5        | 25,3        | 21,1        | 15,7        | 12,7        | 12,3     | 17,7     | 27,4     | 20,7     | 19,5  |
| T. min. media (°C)            | 0,5          | 1,3         | 3,2         | 6,2         | 9,8         | 13,3        | 15,9        | 15,7        | 13,1        | 9,1         | 4,4         | 1,4         | 1,1      | 6,4      | 15,0     | 8,9      | 7,8   |
| T. max. assoluta (°C)         | 22,0 (1983)  | 24,6 (1990) | 22,9 (1990) | 27,4 (1966) | 31,3 (1986) | 34,3 (1986) | 37,1 (1983) | 38,0 (2015) | 33,8 (1975) | 29,3 (1971) | 23,3 (1978) | 21,9 (1979) | 24,6     | 31,3     | 38,0     | 33,8     | 38,0  |
| T. min. assoluta (°C)         | −12,4 (1985) | −9,0 (1963) | −7,2 (1963) | −3,0 (1987) | 0,8 (1979)  | 4,0 (1980)  | 8,4 (1964)  | 8,0 (1972)  | 3,7 (1972)  | −1,8 (1974) | −6,6 (1988) | −8,6 (1986) | −12,4    | −7,2     | 4,0      | −6,6     | −12,4 |
| Giorni di gelo (Tmin ≤ 0 °C)  | 15,0         | 11,0        | 6,3         | 1,4         | 0,0         | 0,0         | 0,0         | 0,0         | 0,0         | 0,3         | 3,9         | 12,6        | 38,6     | 7,7      | 0,0      | 4,2      | 50,5  |
| Nuvolosità (okta al giorno)   | 4,2          | 4,4         | 4,4         | 4,6         | 4,8         | 4,3         | 3,1         | 3,5         | 3,8         | 3,7         | 4,5         | 3,9         | 4,2      | 4,6      | 3,6      | 4,0      | 4,1   |
| Precipitazioni (mm)           | 101,4        | 89,7        | 90,4        | 81,6        | 76,1        | 38,3        | 21,3        | 43,3        | 55,0        | 105,5       | 96,8        | 78,9        | 270,0    | 248,1    | 102,9    | 257,3    | 878,3 |
| Giorni di pioggia             | 6,2          | 5,2         | 6,1         | 6,6         | 6,5         | 4,0         | 2,8         | 3,8         | 4,4         | 6,4         | 6,3         | 5,0         | 16,4     | 19,2     | 10,6     | 17,1     | 63,3  |
| Umidità relativa media (%)    | 73           | 73          | 72          | 79          | 79          | 79          | 77          | 77          | 78          | 78          | 75          | 76          | 74       | 76,7     | 77,7     | 77       | 76,3  |

## Valori estremi

### Temperature estreme mensili dal 1952 ad oggi
Nella tabella sottostante sono riportati i valori delle temperature estreme mensili dal 1952 ad oggi, con il relativo anno in cui sono state registrate. Nel periodo esaminato, la temperatura minima assoluta ha toccato i -12,4 °C nel gennaio 1985 mentre la massima assoluta ha raggiunto i +38,0 °C nell'agosto 2015 e nell'agosto 2023; considerando che i valori estremi sono stati ricavati in alcuni periodi dall'analisi dei messaggi orari, non è da escludersi che i valori reali possano leggermente differire da quelli elencati.
| Albenga Villanova (1952-2023) | Mesi         | Mesi         | Mesi        | Mesi        | Mesi        | Mesi        | Mesi        | Mesi             | Mesi             | Mesi        | Mesi        | Mesi        | Stagioni | Stagioni | Stagioni | Stagioni | Anno  |
| Albenga Villanova (1952-2023) | Gen          | Feb          | Mar         | Apr         | Mag         | Giu         | Lug         | Ago              | Set              | Ott         | Nov         | Dic         | Inv      | Pri      | Est      | Aut      | Anno  |
| ----------------------------- | ------------ | ------------ | ----------- | ----------- | ----------- | ----------- | ----------- | ---------------- | ---------------- | ----------- | ----------- | ----------- | -------- | -------- | -------- | -------- | ----- |
| T. max. assoluta (°C)         | 22,0 (1983)  | 24,6 (1990)  | 25,0 (2017) | 28,0 (2012) | 33,0 (2022) | 35,0 (2002) | 37,1 (1983) | 38,0 (2015,2023) | 34,0 (2020,2024) | 29,3 (1971) | 25,0 (2004) | 22,0 (2013) | 24,6     | 33,0     | 38,0     | 34,0     | 38,0  |
| T. min. assoluta (°C)         | −12,4 (1985) | −11,0 (1956) | −8,0 (2005) | −3,0 (1987) | −1,0 (1957) | 4,0 (1980)  | 6,6 (1954)  | 6,2 (1985)       | 3,7 (1972)       | −1,8 (1974) | −6,6 (1988) | −8,6 (1986) | −12,4    | −8,0     | 4,0      | −6,6     | −12,4 |